# Bruno Cathala
Bruno Cathala (22 de noviembre de 1963) es un diseñador de juegos francés. Es uno de los creadores de juegos de mesa más prolíficos, con más de ciento cincuenta títulos en su haber.
Ha desarrollado muchos de sus juegos más populares en colaboración con otros autores, como Bruno Faidutti, Serge Laget, Ludovic Maublanc, Antoine Bauza y muchos otros. Es un autor especialmente reconocido en el ámbito de los juegos de mesa por su creación  de juegos para dos jugadores. También es creador de más de una docena de juegos gratuitos que pueden imprimirse libremente desde su página web oficial.
Ha obtenido varios de los premios más relevantes del sector de los juegos de mesa, entre los que se encuentran el Spiel des Jahres, el As d'Or o el Premio Origins.
Su adaptación para dos jugadore de 7 Wonders ha alcanzado ventas de más de 1,5 millones de copias.

## Títulos destacados
Algunos juegos que cabe destacar entre su amplia producción:
- 2005 Shadows over Camelot (con Serge Laget)
- 2006 Mr. Jack (con Ludovic Maublanc)
- 2006 Cleopatra and the Society of Architects (con Ludovic Maublanc)
- 2006 Wicked Witches Way (con Serge Laget)
- 2007 Jamaica (con Malcolm Braff y Sébastien Pauchon)
- 2008 Senji (con Serge Laget)
- 2008 MOW
- 2009 Dice Town (con Ludovic Maublanc)
- 2009 Cyclades (con Ludovic Maublanc)
- 2014 Five Tribes: The Djinns of Naqala (Editado en español como Five Tribes: los génios de Naqala)
- 2014 Abyss (con Charles Chevallier)
- 2015 7 Wonders Duel (con Antoine Bauza)
- 2016 Kanagawa
- 2016 Kingdomino
- 2017 Crazy Mistigri
- 2017 Yamataï (con Marc Paquien)
- 2017 Queendomino
- 2017 Oliver Twist
- 2012 Okiya
- 2018 Imaginarium (con Florian Sirieix)
- 2019 Ishtar: Gardens of Babylon (con Evan Singh)
- 2022 Sea Salt & Paper (con Théo Rivière)

## Premios
Entre los múltiples premios que ha recibido destacan:
- 2005 Meeples Choice Award,  por Shadows over Camelot.

- 2005 Origins Awards Gamer’s  Choice, por Shadows over Camelot.

- 2005 Recomendación Spiel des  Jahres, por Boomtown.

- 2005 Tric Trac de Bronze,  por Shadows over Camelot.

- 2006 Spiel des Jahres al  mejor juego de fantasía, por Shadows over Camelot.

- 2007 As d'Or, por Wicked  Witches Way.

- 2007 International Gamers  Award al mejor juego de estrategia para dos jugadores, por Mr. Jack.

- 2008 Recomendación Spiel des  Jahres, por Jamaica.

- 2008 Recomendación Spiel des  Jahres, por Wicked Witches Way.

- 2014 Gioco dell’Anno,  por The Little Prince: Make Me a Planet.

- 2014 Golden Geek al mejor  juego de estrategia, por Five Tribes: The Djinns of Naqala.

- 2014 Recomendación Spiel des  Jahres, por SOS Titanic.

- 2014 Tric Trac d'Or,  por Five Tribes: The Djinns of Naqala.

- 2015 As d'Or, por Five  Tribes: The Djinns of Naqala.

- 2015 Board Game Quest Award  al mejor juego de cartas, por 7 Wonders Duel.

- 2015 Golden Geek al mejor  juego de cartas, por 7 Wonders Duel.

- 2015 Golden Geek al mejor  juego para dos jugadores, por 7 Wonders Duel.

- 2015 Swiss Gamers Award,  por 7 Wonders Duel.

- 2015 Tric Trac d'Or,  por 7 Wonders Duel.

- 2016 Golden Geek a lamejor  expansión por 7 Wonders Duel: Pantheon.

- 2016 International Gamers  Award al mejor juego de estrategia para dos jugadores, por 7 Wonders  Duel.

- 2016 Tric Trac de Bronce,  por Conan.

- 2017 Gioco dell’Anno,  por Kingdomino.

- 2017 Spiel des Jahres,  por Kingdomino.

- 2018 Recomendación Spiel des  Jahres, por MOW.

- 2020 Golden Geek al mejor  juego Print & Play, por 7 Wonders Duel: Solo.

- 2020 Recomendación Spiel des  Jahres, por Trek 12: Himalaya

- 2021 As d'Or al juego  infantíl del año, por Dragomino.

- 2021 Kinderspiel des Jahres,  por Dragomino.

- 2022 Golden Geek al mejor  juego para dos jugadores, por Splendor Duel.

- 2022 Tric Trac d'Argent al  mejor juego familiar, por Sea Salt & Paper.

- 2022 Tric Trac d'Argent,  por Splendor Duel.

- 2022 Tric Trac d'Or al mejor  juego para dos jugadores, por Splendor Duel.

- 2023 Recomendación Spiel des  Jahres, por Sea Salt & Paper.